# Potamotrygon yepezi
Potamotrygon yepezi és una espècie de peix pertanyent a la família dels potamotrigònids.
Es troba a Amèrica del Sud, als rius que desguassen al llac Maracaibo.
És un peix d'aigua dolça, bentopelàgic i de clima tropical, el qual prefereix els fons fangosos poc fondos i amb aigües tèrboles.
Fa 40 cm de llargària màxima.
Menja larves d'insectes.
És inofensiu per als humans.